# Cynthia Voigt
Cynthia Voigt z domu Irving (ur. 25 lutego 1942 w Bostonie) – amerykańska pisarka, twórczyni literatury dla dzieci, młodzieży i dorosłych.
Ukończyła studia licencjackie na Smith College. Otrzymała nagrody literackie m.in.: Newbery Medal (za powieść Dicey's Song), Sequoyah Book Award (za powieść Angus and Sadie), Nagrodę im. Edgara Allana Poego (za powieść The Callender Papers), California Young Reader Medal (za powieść Izzy, Willy Nilly) oraz Deutscher Jugendliteraturpreis (za powieść The Runner). Jej debiut powieściowy Homecoming doczekał się adaptacji filmowej (polski tytuł filmu Kres długiej drogi).
Jest zamężna po raz drugi. Ma dwoje dzieci.

## Dzieła

### Powieści
Seria Tillerman Family
1. Homecoming (1973)
2. Dicey's Song (1982)
3. A Solitary Blue (1983)
4. The Runner (1985)
5. Sons from Afar (1987)
6. Seventeen Against the Dealer (1989)

- Tell Me If the Lovers Are Losers (1982)
- The Callender Papers (1983)
- Building Blocks (1984)

Seria Kingdom
1. Jackaroo (1985)
2. On Fortune's Wheel (1990)
3. The Wings of a Falcon (1993)
4. Elske (1999)

- Come a Stranger (1986)
- Izzy, Willy-Nilly (1986)
- Tree by Leaf (1988)
- Tillerman Family Saga (1990)
- The Vandemark Mummy (1991)
- Glass Mountain (1991)
- Orfe (1992)
- David and Jonathan (1992)
- When She Hollers (1994)

Seria Bad Girls
1. The Bad Girls (1996, wyd. pol. 2000 Nieznośne dziewczyny)
2. Bad, Badder, Baddest (1997)
3. It's Not Easy Being Bad (2000)
4. Bad Girls in Love (2002)
5. From Bad to Worse (2003)
6. Bad Girls, Bad Girls, Whatcha Gonna Do? (2006)

### Zbiór opowiadań
- The Rosie Stories (2003)